# Color Wheel
Color Wheel è un album dei Growing, uscito in originale il 16 aprile 2006 ed in Italia a settembre 2006.

## Tracce
1. Fancy Period - 11.41
2. Friendly Confines - 7.38
3. Cumulusless - 3.11
4. Blue Angels - 16.30
5. Peace Offering - 6.08
6. Green Pasture - 5.21